# Начальник штабу Повітряних сил (Велика Британія)
Начальник штабу Повітряних сил (Велика Британія) або начальник Повітряного штабу Королівських Повітряних сил Великої Британії (англ. Chief of the Air Staff (United Kingdom) — вища військова посадова особа, очільник головного органу управління військами Королівських Повітряних сил Великої Британії, і член Комітету начальників штабів і Ради Повітряних сил. Посада була створена в 1918 році на чолі з генерал-майором сером Г'ю Тренчардом. Нинішнім і 30-м начальником штабу Повітряних сил є головний маршал авіації сер Річард Найтон, який змінив сера Майкла Вігстона 2 червня 2023 року.

## Історія
Посада начальника штабу Королівських Повітряних сил була заснована в січні 1918 року, незадовго до офіційного створення Королівських Повітряних сил, і першим, кого призначили на цю посаду, був генерал-майор сер Г'ю Тренчард. Після відставки Тренчарда в березні 1918 року через розбіжності з першим міністром авіації лордом Ротерміром, його суперник генерал-майор сер Фредерік Сайкс був призначений на цю посаду. З політичних причин відставка Тренчарда набула чинності лише наприкінці квітня. З післявоєнним призначенням Вінстона Черчилля на посаду Державного секретаря з питань війни та авіації, Сайкса перевели з посади, щоб він очолив новостворене Міністерство цивільної авіації, а Тренчард повернувся на посаду начальника штабу Королівських Повітряних сил. На початку 1920-х років Тренчарду довелося боротися за те, щоб утримати Королівських ПС від поділу і поглинання Королівським флотом і британською армією. Після того, як лорд Тренчард пішов у відставку в 1930 році, все ще лунали пропозиції про те, що військову авіацію слід розділити, але основи, закладені Тренчардом, виявилися міцнішими.
На момент початку Другої світової війни в 1939 році, головний маршал авіації сер Сіріл Нюволл, який на той час очолював авіацію, мав вид збройних сил, що зазнав наприкінці 1930-х років найбільш стрімкого розвитку завдяки британським програмам переозброєння. У 1940 році Нюволл поступився місцем головному маршалу авіації серу Чарльзу Порталу, який був на чолі виду ЗС до кінця війни. Портал був невтомним захисником Королівських ПС і дуже здібним адміністратором і стратегом. У повоєнний час Королівських ПС були переорієнтовані на виконання подвійної ролі — захист Британської імперії, що скорочувалася внаслідок її розпаду, і стримування агресивних намірів Радянського Союзу й Варшавського договору в їхньому протистоянні з НАТО. Тогочасному керівництву Повітряних сил доводилося вести постійну боротьбу за виживання британської авіаційної промисловості. Зрештою, було досягнуто лише мінімального успіху, і до 1970-х років від авіаційної промисловості залишився лише рудимент.
Перші вісім начальників штабу Повітряних сил призначалися на посаду з лав Британської армії: четверо з них походили з піхоти, двоє — з артилерії і по одному — з кавалерії та інженерних військ. З них лорд Тренчард і сер Джон Салмонд обіймали цю посаду протягом двох різних періодів. До початку середини 1950-х років минуло достатньо часу, щоб офіцери, які спочатку служили в британських Королівському льотному корпусі та Королівській морській авіаційній службі за часи Першої світової війни, піднялися по кар'єрних сходах до вищих посад у Королівських ПС. Так, сер Джон Слессор спочатку служив у Королівському льотному корпусі, а сер Вільям Діксон — у Королівській морській авіаційній службі. У 1956 році сер Дермот Бойл став першим генерал-майором, який посів посаду, розпочавши офіцерську службу в Королівських Повітряних силах.

## Начальник штабу Повітряних сил
| #   | Фото | Військове звання                   | Ім'я (роки життя)                                                                                | Рід військ ЗС (військове формування)                                                                        | В посаді                             | Термін перебування |
| --- | ---- | ---------------------------------- | ------------------------------------------------------------------------------------------------ | --- | ------------------------------------ | ------------------ |
| 1   |      | Майор-генерал                      | Сер Г'ю Тренчард (англ. Hugh Trenchard, 1st Viscount Trenchard) (3 лютого 1873 — 10 лютого 1956) | Піхота (Королівський Шотландський полк фузилерів)                                                           | 3 січня — 13 квітня 1918             | 100 днів           |
| 2   |      | Майор-генерал                      | Сер Фредерік Сайкс (англ. Frederick Sykes) (23 липня 1877 — 30 вересня 1954)                     | Кіннота (15-й полк Королівських гусар)                                                                      | 13 квітня 1918 — 31 березня 1919     | 352 дні            |
| 3   |      | Маршал Королівських повітряних сил | Сер Г'ю Тренчард (англ. Hugh Trenchard, 1st Viscount Trenchard) (3 лютого 1873 — 10 лютого 1956) | Піхота (Королівський Шотландський полк фузилерів)                                                           | 31 березня 1919 — 1 січня 1930       | 10 років 276 днів  |
| 4   |      | Головний маршал повітряних сил     | Сер Джон Салмонд (англ. John Salmond) (17 липня 1881 — 16 квітня 1968)                           | Піхота (Королівський Його Величності Ланкастерський піхотний полк)                                          | 1 січня 1930 — 1 квітня 1933         | 3 роки 90 днів     |
| 5   |      | Головний маршал повітряних сил     | Сер Джофрі Салмонд (англ. Geoffrey Salmond) (19 серпня 1878 — 27 квітня 1933)                    | Артилерія (Королівський полк артилерії)                                                                     | 1 квітня — 27 квітня 1933†           | 26 днів            |
| ТВО |      | Маршал Королівських повітряних сил | Сер Джон Салмонд (англ. John Salmond) (17 липня 1881 — 16 квітня 1968)                           | Піхота (Королівський Його Величності Ланкастерський піхотний полк)                                          | 28 квітня — 22 травня 1933           | 24 дні             |
| 6   |      | Маршал Королівських повітряних сил | Сер Едвард Еллінгтон (англ. Edward Ellington) (30 грудня 1877 — 13 червня 1967)                  | Артилерія (Королівський полк артилерії)                                                                     | 22 травня 1933 — 1 вересня 1937      | 4 роки 102 дні     |
| 7   |      | Маршал Королівських повітряних сил | Сер Сіріл Нюволл (англ. Cyril Newall) (15 лютого 1886 — 30 листопада 1963)                       | Піхота (Королівський Ворикширський полк 2-й Його Величності Короля Едварда VII гуркхський стрілецький полк) | 1 вересня 1937 — 25 жовтня 1940      | 3 роки 54 дні      |
| 8   |      | Маршал Королівських повітряних сил | Лорд Чарльз Портал (англ. Charles Portal) (21 травня 1893 — 22 квітня 1971)                      | Інженерні війська (Корпус королівських інженерів)                                                           | 25 жовтня 1940 — 1 січня 1946        | 5 років 68 днів    |
| 9   |      | Маршал Королівських повітряних сил | Лорд Артур Теддер (англ. Arthur Tedder) (11 липня 1890 — 3 червня 1967)                          | Піхота (Дорсетський піхотний полк)                                                                          | 1 січня 1946 — 1 січня 1950          | 4 роки             |
| 10  |      | Маршал Королівських повітряних сил | Сер Джон Слессор (англ. John Slessor) (3 червня 1897 — 12 липня 1979)                            | Винищувальна авіація                                                                                        | 1 січня 1950 — 1 січня 1953          | 3 роки             |
| 11  |      | Маршал Королівських повітряних сил | Сер Вільям Форстер Діксон (англ. William Dickson) (24 вересня 1898 — 12 вересня 1985)            | Морська авіація                                                                                             | 1 січня 1953 — 1 січня 1956          | 3 роки             |
| 12  |      | Маршал Королівських повітряних сил | Сер Дермот Бойл (англ. Dermot Boyle) (2 жовтня 1904 — 5 травня 1993)                             | Винищувальна авіація                                                                                        | 1 січня 1956 — 1 січня 1960          | 4 роки             |
| 13  |      | Маршал Королівських повітряних сил | Сер Томас Пайк (англ. Thomas Pike) (29 червня 1906 — 1 червня 1983)                              | Винищувальна авіація                                                                                        | 1 січня 1960 — 1 вересня 1963        | 3 роки 243 дні     |
| 14  |      | Маршал Королівських повітряних сил | Сер Чарльз Елворті (англ. Charles Elworthy) (23 березня 1911 — 4 квітня 1993)                    | Бомбардувальна авіація                                                                                      | 1 вересня 1963 — 1 квітня 1967       | 3 роки 212 днів    |
| 15  |      | Маршал Королівських повітряних сил | Сер Джон Гранді (англ. John Grandy) (8 лютого 1913 — 2 січня 2004)                               | Винищувальна авіація                                                                                        | 1 квітня 1967 — 1 квітня 1971        | 4 роки             |
| 16  |      | Маршал Королівських повітряних сил | Сер Деніс Спотсвуд (англ. Denis Spotswood) (26 вересня 1916 — 11 листопада 2001)                 | Морська авіація                                                                                             | 1 квітня 1971 — 1 квітня 1974        | 3 роки             |
| 17  |      | Маршал Королівських повітряних сил | Сер Ендрю Гампфрі (англ. Andrew Humphrey) (10 січня 1921 — 24 січня 1977)                        | Винищувальна авіація                                                                                        | 1 квітня 1974 — 7 серпня 1976        | 2 роки 159 днів    |
| 18  |      | Маршал Королівських повітряних сил | Сер Нейл Камерон (англ. Neil Cameron) (8 липня 1920 — 29 січня 1985)                             | Винищувальна авіація                                                                                        | 7 серпня 1976 — 10 серпня 1977       | 337 днів           |
| 19  |      | Маршал Королівських повітряних сил | Сер Майкл Бітем (англ. Michael Beetham) (17 травня 1923 — 24 жовтня 2015)                        | Бомбардувальна авіація                                                                                      | 10 серпня 1977 — 15 жовтня 1982      | 5 років 66 днів    |
| 20  |      | Маршал Королівських повітряних сил | Сер Кейт Вільямсон (англ. Keith Williamson) (28 лютого 1928 — 2 травня 2018)                     | Винищувальна авіація                                                                                        | 15 жовтня 1982 — 15 жовтня 1985      | 3 роки             |
| 21  |      | Маршал Королівських повітряних сил | Сер Девід Крейг (англ. David Craig) (нар.17 вересня 1929)                                        | Бомбардувальна авіація                                                                                      | 15 жовтня 1985 — 14 листопада 1988   | 3 роки 30 днів     |
| 22  |      | Маршал Королівських повітряних сил | Сер Пітер Робін Гардінг (англ. Peter Harding) (2 грудня 1933 — 19 серпня 2021)                   | Бомбардувальна авіація                                                                                      | 14 листопада 1988 — 6 листопада 1992 | 3 роки 358 днів    |
| 23  |      | Головний маршал повітряних сил     | Сер Майкл Грейдон (англ. Michael Graydon) (нар.24 жовтня 1938)                                   | Винищувальна авіація                                                                                        | 6 листопада 1992 — 10 квітня 1997    | 4 роки 155 днів    |
| 24  |      | Головний маршал повітряних сил     | Сер Річард Джонс (англ. Richard Johns) (нар.28 липня 1939)                                       | Винищувальна авіація                                                                                        | 10 квітня 1997 — 21 квітня 2000      | 3 роки 11 днів     |
| 25  |      | Головний маршал повітряних сил     | Сер Пітер Сквайр (англ. Peter Squire) (7 жовтня 1945 — 19 лютого 2018)                           | Винищувальна авіація                                                                                        | 21 квітня 2000 — 1 серпня 2003       | 3 роки 102 дні     |
| 26  |      | Головний маршал повітряних сил     | Сер Джок Стіррап (англ. Jock Stirrup) (нар.4 грудня 1949)                                        | Штурмова авіація/Розвідувальна авіація                                                                      | 1 серпня 2003 — 13 квітня 2006       | 2 роки 255 днів    |
| 27  |      | Головний маршал повітряних сил     | Сер Гленн Торпі (англ. Glenn Torpy) (нар.27 липня 1953)                                          | Штурмова авіація                                                                                            | 13 квітня 2006 — 31 липня 2009       | 3 роки 109 днів    |
| 28  |      | Головний маршал повітряних сил     | Сер Стівен Далтон (англ. Stephen Dalton) (нар.23 квітня 1954)                                    | Штурмова авіація                                                                                            | 31 липня 2009 — 31 липня 2013        | 4 роки             |
| 29  |      | Головний маршал повітряних сил     | Сер Ендрю Палфорд (англ. Andrew Pulford) (нар.22 березня 1958)                                   | Армійська авіація                                                                                           | 31 липня 2013 — 11 липня 2016        | 2 роки 346 днів    |
| 30  |      | Головний маршал повітряних сил     | Сер Стівен Гіллер (англ. Stephen Hillier) (нар.1962)                                             | Штурмова авіація                                                                                            | 11 липня 2016 — 26 липня 2019        | 3 роки 15 днів     |
| 31  |      | Головний маршал повітряних сил     | Сер Майкл Вігстон (англ. Michael Wigston) (нар.25 лютого 1968)                                   | Штурмова авіація                                                                                            | 26 липня 2019 — 2 червня 2023        | 3 роки 311 днів    |
| 32  |      | Головний маршал повітряних сил     | Сер Річард Найтон (англ. Richard Knighton) (нар.1969)                                            | Інженерна авіаційна служба                                                                                  | 2 червня 2023 — в посаді             |                    |